# 조지아 모펫
조지아 모펏(Georgia Moffett, 1984년 12월 25일~)은 영국 잉글랜드의 배우이다.

## TV 출연
- 더 빌
- 홀비 시티
- 닥터 후
- 마법사 멀린
- 홀비 시티
- 스테이지드